# Croton spica
Croton spica är en törelväxtart som beskrevs av Henri Ernest Baillon. Croton spica ingår i släktet Croton och familjen törelväxter. Inga underarter finns listade i Catalogue of Life.